# Evangelische Kirche Altenstädt

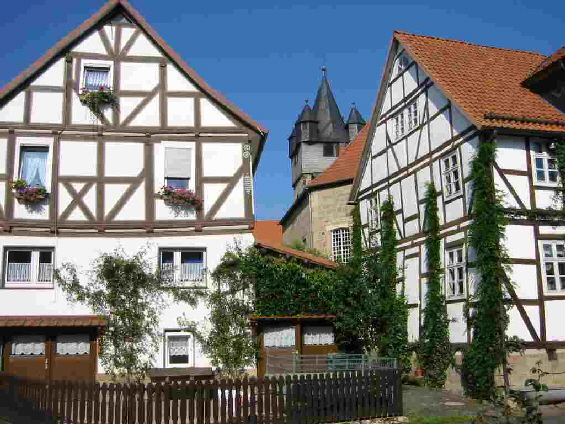
Die ehemalige Schule (links) und der Kirchturm

Die evangelische Kirche ist ein denkmalgeschütztes Kirchengebäude in Altenstädt, einem Stadtteil von Naumburg im Landkreis Kassel (Hessen). Die Kirchengemeinde Balhorn-Altenstädt gehört zum Kirchenkreis Hofgeismar-Wolfhagen der Evangelischen Kirche von Kurhessen-Waldeck.

## Geschichte und Architektur
Seit 1272 ist in Altenstädt ein eigener Pfarrer belegt.
Die Gemeinde wurde 1523 evangelisch. Bis 1644 stand sie unter dem Patronat des Klosters Merxhausen. Altenstädt gehörte bis 1656 Pfarrei Elben; der Pfarrer wohnte in Elben und hielt in Altenstädt Gottesdienste.
Von der mittelalterlichen Vorgängerkirche ist nur noch der gotische Wehrturm mit vier Wichhäuschen am Helmaufsatz erhalten. Da im Dreißigjährigen Krieg die Kirchenbücher zerstört wurden, gibt es über den Bau keine Aufzeichnungen mehr. Die Architektur des Turmes lässt auf eine Bauzeit im 14. oder 15. Jahrhundert schließen. Der Turm ist 22 m hoch; 1753/54 wurde ein barockes Portal in Pilasterumrahmung in die Westseite des Turmes eingebaut.
Das ursprüngliche Kirchenschiff war in Fachwerk errichtet und völlig baufällig geworden, als es 1753 vollständig abgerissen wurde. Das derzeitige Kirchenschiff wurde von 1753 bis 1754 nach Plänen des inzwischen verstorbenen Landbaumeisters Giovanni Ghezzi (1677–1746) als Saalkirche mit außen dreiseitigem und innen rundem Schluss errichtet. Der Altartisch aus Sandstein von 1763 ist eine Stiftung eines Gönners, als Dank für den überstandenen Siebenjährigen Krieg. Die historische Orgel von 1843 hatte 14 Register. Sie wurde wegen starkem Holzwurm-Befall 1956 abgebrochen und durch ein gebrauchtes Instrument aus Hüddingen ersetzt. In den Folgejahren wurde umfangreich umgebaut: Die Westempore wurde verbreitert, die Ostempore wurde abgebrochen und die Orgel wurde von der Chorraumempore auf die rückwärtige Seite der Kirche an die Turmmauer gesetzt.
Da die Kirche auf einem ehemaligen Friedhof gebaut wurde, entstanden durch Grundmauerabsetzungen Risse im Gemäuer. Dies erforderte umfangreiche Renovierungen in den Jahren 1977 und 1978. Neue Altarfenster wurden 2009 eingesetzt. Eine chemische Belastung der Raumluft durch Holzschutzmittel wurde 2011 festgestellt. Aus diesem Grund wurden sämtliche Bänke und der Holzfußboden entfernt. Der Boden wurde mit Sandsteinplatten belegt. Durch eine kleine Anhebung wurde der Kirchenboden auf eine Ebene mit dem Chorraum gebracht, um Barrierefreiheit zu gewährleisten. Eine neu errichtete Rundbank im Chorraum erlaubt mit der Bestuhlung eine flexible Bestuhlung bei Veranstaltungen und Gottesdiensten.